# Малый земляной город

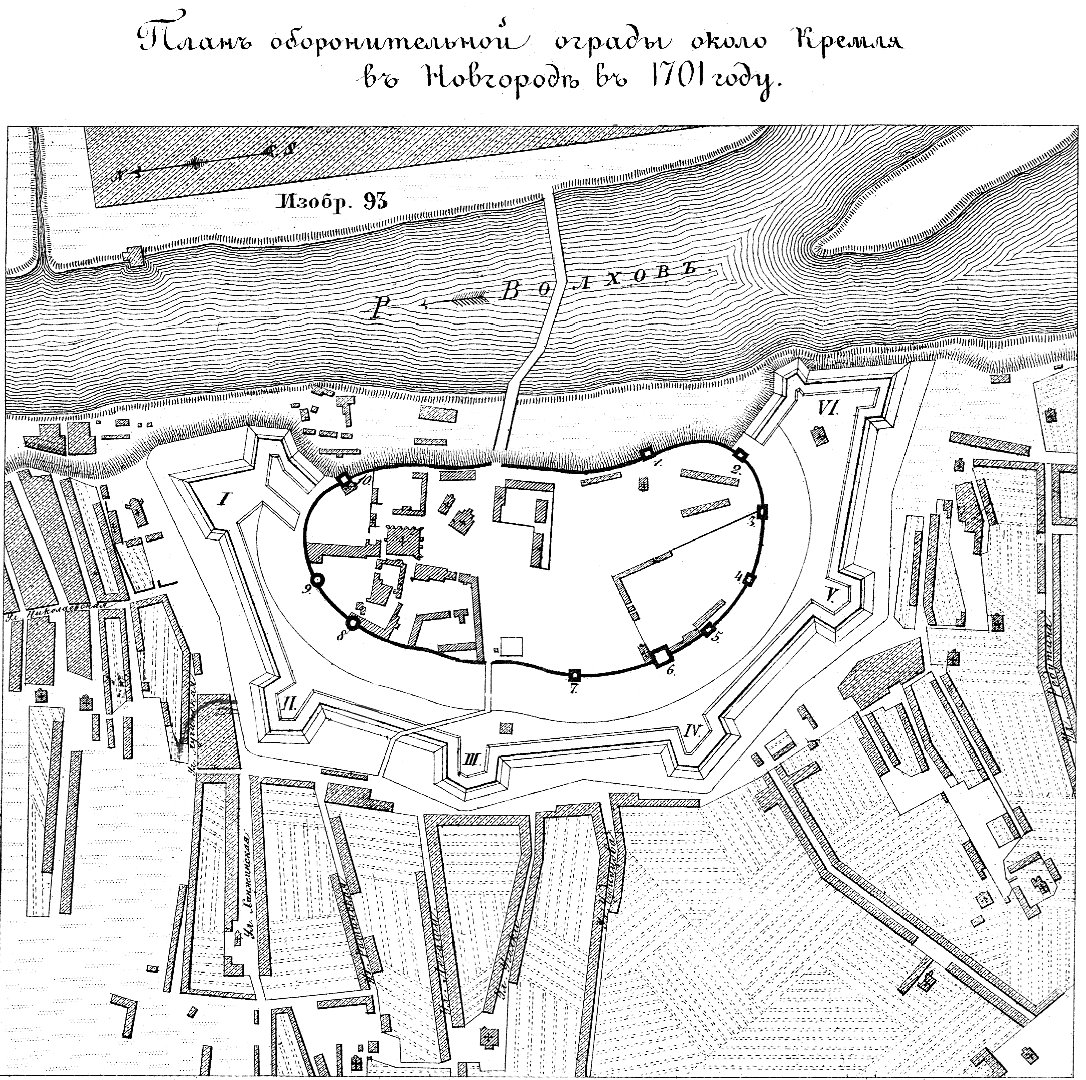
План оборонительных укреплений возле Кремля в Новгороде в 1701 году.

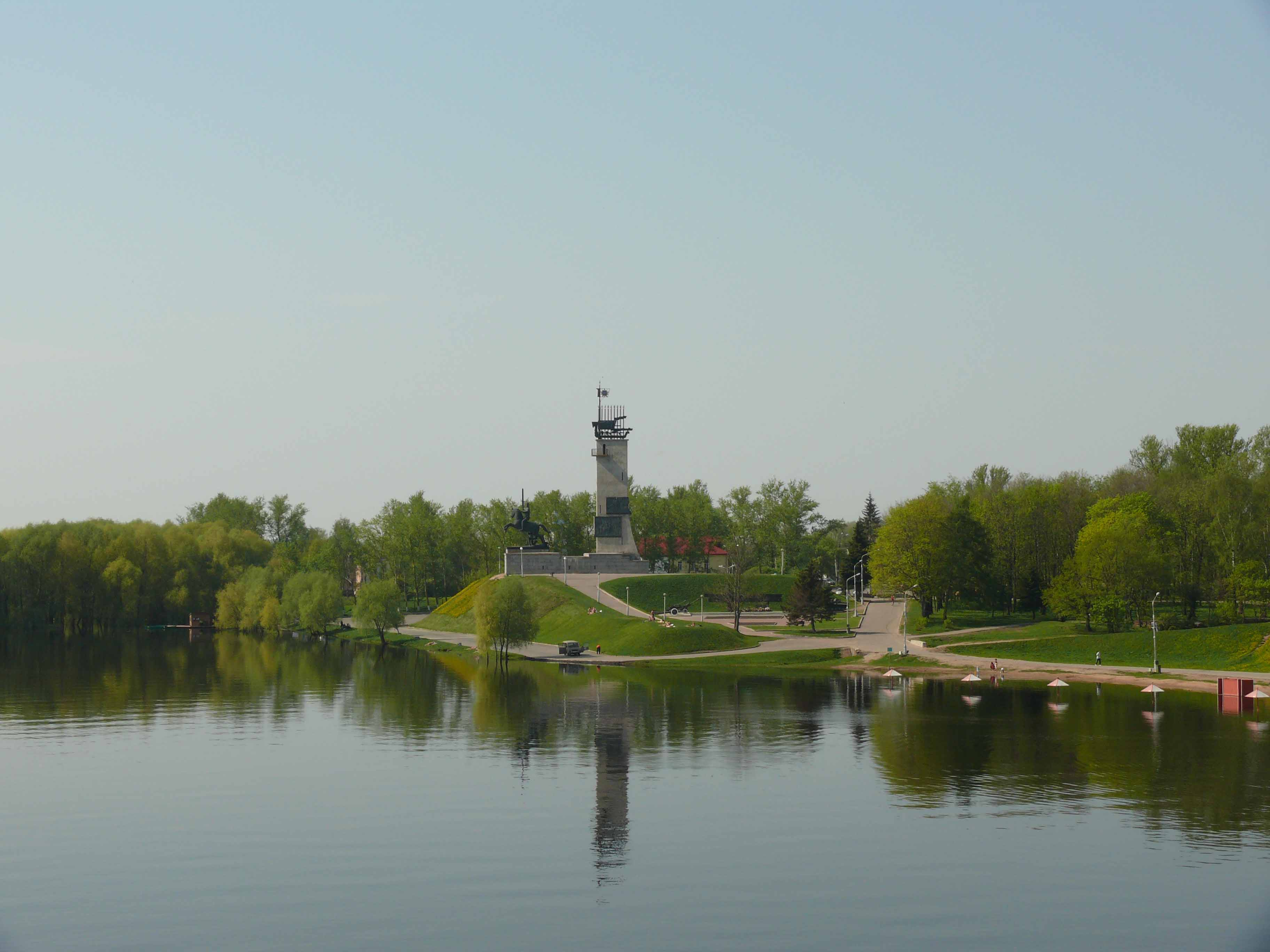
Остатки Спасского бастиона и установленный на нём Монумент Победы

Малый земляной город — памятник архитектуры, остатки оборонительного сооружения. Расположен в Великом Новгороде на современной территории Кремлёвского парка.
Описание крепости на разных этапах существования является спорным вопросом, в частности, описываемым А. Г. Захаренко в критике работы А. Л. Монгайта; обсуждается смысл совмещения земляных и деревянных укреплений, существование в крепости или 11 башен, или же 6 башен и 5 равелинов.
Крепость была сооружена при Иване Грозном в 1582—1583 годах в 100—150 метрах от Новгородского детинца. Она состояла из деревянных стен, расположенных полукольцом по земляному валу, повторяющему линию стен детинца; перед стенами находился глубокий ров. Длина Малого города равнялась 984 саж. (2100 м).
Во время оккупации Новгорода в 1611 году шведы частично (согласно Кушниру) или почти полностью (согласно Алешковскому) разрушили Малый земляной город, но в 1633 году он был восстановлен силами онежских крестьян, новгородцев и насильно привлечённых плотников. Восстановление было произведено с изменением профиля рва, который достиг 20-30 м в ширину и 6-8 м в глубину. По стенам рва были вкопаны деревянные сваи, по земляному валу и бастионам крепости шла бревенчатая стена высотой 4 м с 11 деревянными башнями 8-10 м в высоту. Работами руководил Юст Матсон, но в результате этого руководства его арестовали и отправили обратно в Москву.
После поражения под Нарвой в годы Северной войны Пётр I решил, среди прочего, укрепить Малый земляной город. Или в этот период, или ранее, при восстановлении в 1630-х годах в городе были насыпаны шесть земляных бастионов. Вопрос их появления важен, так как связан с вопросом о времени построения в Новгороде бастионной системы; согласно А. Л. Монгайту, бастионы появились при сооружении Малого земляного города, но Захаренко указывает на недостатки его теории и считает, что бастионы появились при Петре I.
В 1697 году с постепенно опустевающего Малого земляного города было снято вооружение. Бастионы и валы были срыты в 1820 году.
От укреплений 1582 года сохранились лишь остатки двух бастионов-горок — северного, на самом берегу Волхова, называвшегося Никольским (известен ныне как «Веселая горка» или «Пятак»), и самого южного, расположенного также на берегу Волхова, с противоположной стороны Кремля, называвшегося Спасским (известен также как Екатерининская горка; в январе 1974 года на нём был установлен Монумент Победы). Кроме горок, частью береговых сооружений были четыре земляных насыпи-«быка».